# Music Industry Award voor Pop

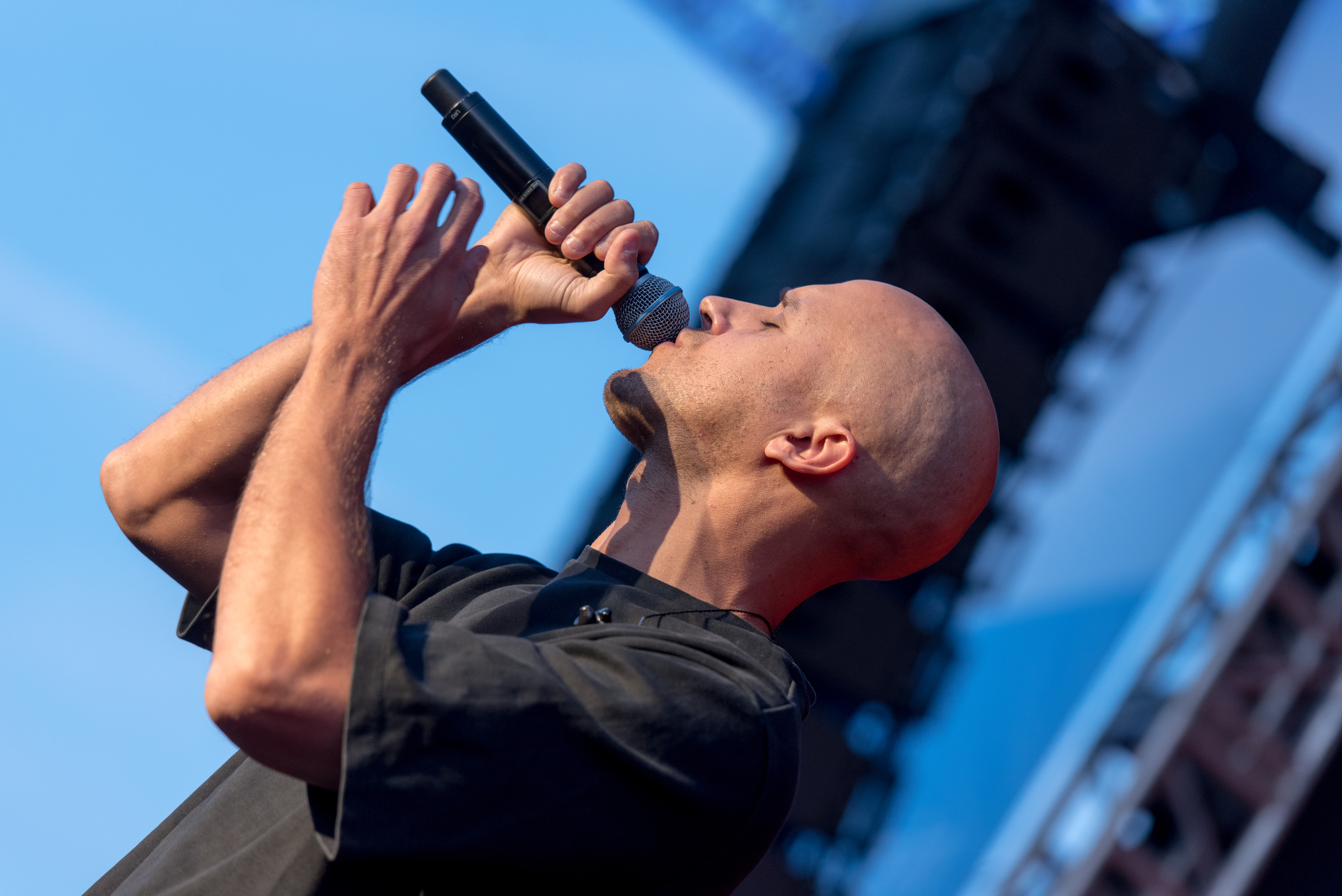
Milow nam drie keer de award mee naar huis.

De Music Industry Award voor Pop is een prijs die vanaf 2007 uitgereikt wordt tijdens de Vlaamse Music Industry Awards (MIA's). De winnaar wordt bepaald door een publieke stemming via de officiële site. Milow nam het vaakst de award mee naar huis

## Winnaars
| Jaar | Winnaar            | Genomineerden                                               |
| ---- | ------------------ | ----------------------------------------------------------- |
| 2007 | Tom Helsen         | - Clouseau - Natalia - Stan Van Samang                      |
| 2008 | Milow              | - Brahim - Stan Van Samang - Novastar                       |
| 2009 | Lady Linn          | - Natalia - Hadise - Jasper Erkens                          |
| 2010 | Ozark Henry        | - Tom Dice - Stromae - Broken Glass Heroes                  |
| 2011 | Milow              | - Selah Sue - Gotye - Hooverphonic                          |
| 2012 | Milow              | - Marco Z - Hooverphonic - Tom Dice                         |
| 2013 | Stromae            | - Ozark Henry - Natalia - Hooverphonic                      |
| 2014 | Stromae            | - Milow - Novastar - Hooverphonic                           |
| 2015 | Oscar and the Wolf | - Stan Van Samang - Emma Bale - Selah Sue                   |
| 2016 | Bazart             | - Hooverphonic - Milow - Stan Van Samang                    |
| 2017 | Oscar and the Wolf | - Bazart - Laura Tesoro - Van Echelpoel                     |
| 2018 | Niels Destadsbader | - Milo Meskens - Angèle - Oscar and the Wolf                |
| 2019 | Angèle             | - Clouseau - Laura Tesoro - Niels Destadsbader              |
| 2021 | Angèle             | - Bazart - Stromae - Oscar and the Wolf                     |
| 2022 | Camille            | - Angèle - Stromae - Oscar and the Wolf                     |
| 2023 | Pommelien Thijs    | - Bazart - Camille - Metejoor - Gustaph                     |
| 2024 | Pommelien Thijs    | - Oscar and the Wolf - Maksim - Emma Bale - Aaron Blommaert |

## Artiesten met meerdere awards
3× gewonnen
- Milow

2× gewonnen
- Angèle
- Oscar and the Wolf
- Pommelien Thijs
- Stromae

## Artiesten met meerdere nominaties
6 nominaties
- Oscar and the Wolf

5 nominaties
- Hooverphonic
- Milow
- Stromae

4 nominaties
- Angèle
- Bazart
- Stan Van Samang

3 nominaties
- Natalia

2 nominaties
- Clouseau
- Camille
- Emma Bale
- Laura Tesoro
- Ozark Henry
- Novastar
- Niels Destadsbader
- Pommelien Thijs
- Selah Sue
- Tom Dice

Edities: 2007 · 2008 · 2009 · 2010 · 2011 · 2012 · 2013 · 2014 · 2015 · 2016 · 2017 · 2018 · 2019 · 2020 · 2021 · 2022 · 2023  · 2024

 Prijzen: Beste album · Hit van het jaar · Pop · Solo man 
· Solo vrouw · Doorbraak